# Campeonato Mundial de Ciclismo en Pista de 1953

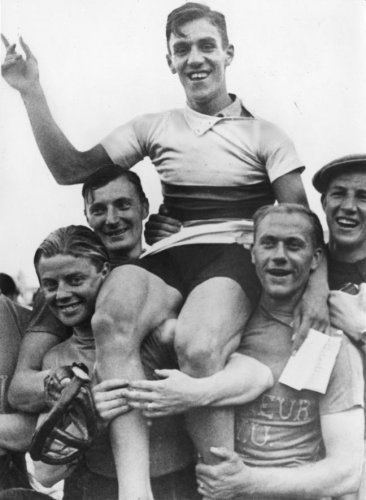
Arie van Vliet

El L Campeonato Mundial de Ciclismo en Pista se celebró en Zúrich (Suiza) entre el 21 y el 26 de agosto de 1953 bajo la organización de la Unión Ciclista Internacional (UCI) y la Federación Helvética de Ciclismo.
Las competiciones se realizaron en el Velódromo de Zúrich Oerlikon. En total se disputaron 5 pruebas, 3 para ciclistas profesionales y 2 para ciclistas amateur.

## Medallistas

### Profesional
| Evento                 | Oro                           | Plata                        | Bronce                      |
| ---------------------- | ----------------------------- | ---------------------------- | --------------------------- |
| Velocidad individual   | Arie van Vliet · Países Bajos | Enzo Sacchi · Italia         | Reginald Harris Reino Unido |
| Persecución individual | Sydney Patterson Australia    | Kay Werner Nielsen Dinamarca | Antonio Bevilacqua · Italia |
| Medio fondo            | Adolph Verschueren · Bélgica  | Roger Queugnet Francia       | Henri Lemoine Francia       |

### Amateur
| Evento                 | Oro                       | Plata                     | Bronce                       |
| ---------------------- | ------------------------- | ------------------------- | ---------------------------- |
| Velocidad individual   | Marino Morettini · Italia | Cesare Pinarello · Italia | Werner Potzernheim RFA       |
| Persecución individual | Guido Messina · Italia    | Loris Campana · Italia    | Daan de Groot · Países Bajos |

## Medallero
| Núm. | País         | Oro | Plata | Bronce | Total |
| ---- | ------------ | --- | ----- | ------ | ----- |
| 1    | Italia       | 2   | 3     | 1      | 6     |
| 2    | Países Bajos | 1   | 0     | 1      | 2     |
| 3    | Australia    | 1   | 0     | 0      | 1     |
| 3    | Países Bajos | 1   | 0     | 0      | 1     |
| 5    | Francia      | 0   | 1     | 1      | 2     |
| 6    | Dinamarca    | 0   | 1     | 0      | 1     |
| 7    | Reino Unido  | 0   | 0     | 1      | 1     |
| 7    | RFA          | 0   | 0     | 1      | 1     |
|      | TOTAL        | 5   | 5     | 5      | 15    |